# Condado de Ralls
El condado de Ralls (en inglés: Ralls County), fundado en 1820, es uno de 114 condados del estado estadounidense de Misuri. En el año 2008, el condado tenía una población de 9,626 habitantes y una densidad poblacional de 8 personas por km². La sede del condado es Nuevo Londres. El condado recibe su nombre en honor al legislador estatal Daniel Ralls.

## Geografía
Según la Oficina del Censo, el condado tiene un área total de 1253 km² (483,8 mi²), de la cual 1220 km² (471 mi²) es tierra y 33 km² (12,7 mi²) (2.65%) es agua.

### Condados adyacentes
- Condado de Marion (norte)
- Condado de Pike, Illinois (noreste)
- Condado de Pike (sureste)
- Condado de Audrain (sur)
- Condado de Monroe (oeste)

## Demografía
Según la Oficina del Censo en 2000, los ingresos medios por hogar en el condado eran de $37,094, y los ingresos medios por familia eran $41,955. Los hombres tenían unos ingresos medios de $28,139 frente a los $20,238 para las mujeres. La renta per cápita para el condado era de $16,456. Alrededor del 8.70% de la población estaban por debajo del umbral de pobreza.

## Transporte

### Carreteras principales
- U.S. Route 24
- U.S. Route 36
- U.S. Route 54
- U.S. Route 61
- Ruta 19
- Ruta 79
- Ruta 154

## Localidades
| - Center - Hannibal | - Monroe City - New London | - Perry - Rensselaer | - Saverton - Vandalia |